# Braçalet de l'Oxus

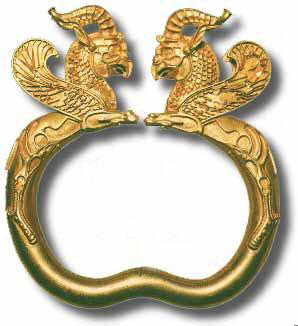
Antic braçalet, període Aquemènida, 500 aC.

El Braçalet de l'Oxus, que forma part del conegut com Tresor de l'Oxus, és una braçalet d'or que data de l'any 500 aC., en època de la dinastia Aquemènida fundada per Cir II el Gran, que va dominar Pèrsia i gran part de Mesopotàmia des de l'any 550 aC. fins al 331 aC. La seva caiguda fou provocada per la conquesta d'Alexandre Magne l'any 331 aC.
Pertany al Museu Britànic.

## Lloc del descobriment
El braçalet va ser trobat a la vora del riu Oxus, actualment anomenat Amudarià i abans també conegut com a Pamir o Jayhoun, riu que travessa l'Afganistan, el Tadjikistan, el Turkmenistan i l'Uzbekistan i que desemboca en el Mar d'Aral.

## Característiques
- Està fet amb or i originàriament amb incrustacions de pedres precioses.
- Forma part de l'art mesopotàmic amb possibles influències assíries i urarties (d'Urartu).
- Està format per dos grius, (criatura mitològica, la part superior de la qual és la d'un àliga gegant, amb plomes daurades, bec afilat i poderoses urpes; la part inferior és la d'un lleó, amb pelatge groc, potes musculoses i cua) que coronen els extrems del braçalet.